# Beta Piscium
Désignations
Beta Piscium (β Psc / β Piscium) dans la Désignation de Bayer est une étoile de la constellation des Poissons. Elle porte le nom courant Fumalsamakah.

## Nomenclature
Fumalsamakah est le nom propre approuvé pour Beta Piscium / β Psc par l’Union astronomique internationale (UAI). C’est l’arabe فم السمكة  Fum al-Samaka, « la Bouche du Poisson », qui est un nom tardif donné dans le cadre de la représentation gréco-arabe, c'est-à-dire le ciel formaté par les Gres dont ont hérité les astronomes arabes au IXe siècle. Donné par l’Égyptien Muḥammad al-Aḫsāsī al-Muwaqqit (XVIIe s.). Transcrit Fam al Samkat par Edward Ball Knobel , et repris sous la forme Fum al Samakah par Richard Allen, le nom circule dans catalogues ultérieurs.

## Propriétés
β Piscium a pour magnitude +4,53. Elle est située à environ 492 années-lumière de la Terre.est une étoile bleu-blanc de la séquence principale et une étoile Be de type spectral B6Ve.